# Октябрино (Татарстан)
Октябрино — поселок в Кукморском районе Татарстана. Входит в состав Уркушского сельского поселения.

## География
Находится в северо-западной части Татарстана на расстоянии приблизительно 17 км на юг по прямой от районного центра города Кукмор.

## История
Основан в 1920-х годах.

## Население
Постоянных жителей было: в 1970 году — 27, в 1979 — 16, в 1989 — 8, 6 в 2002 году (татары 100 %), 8 в 2010.